# Generador de vapor instantáneo

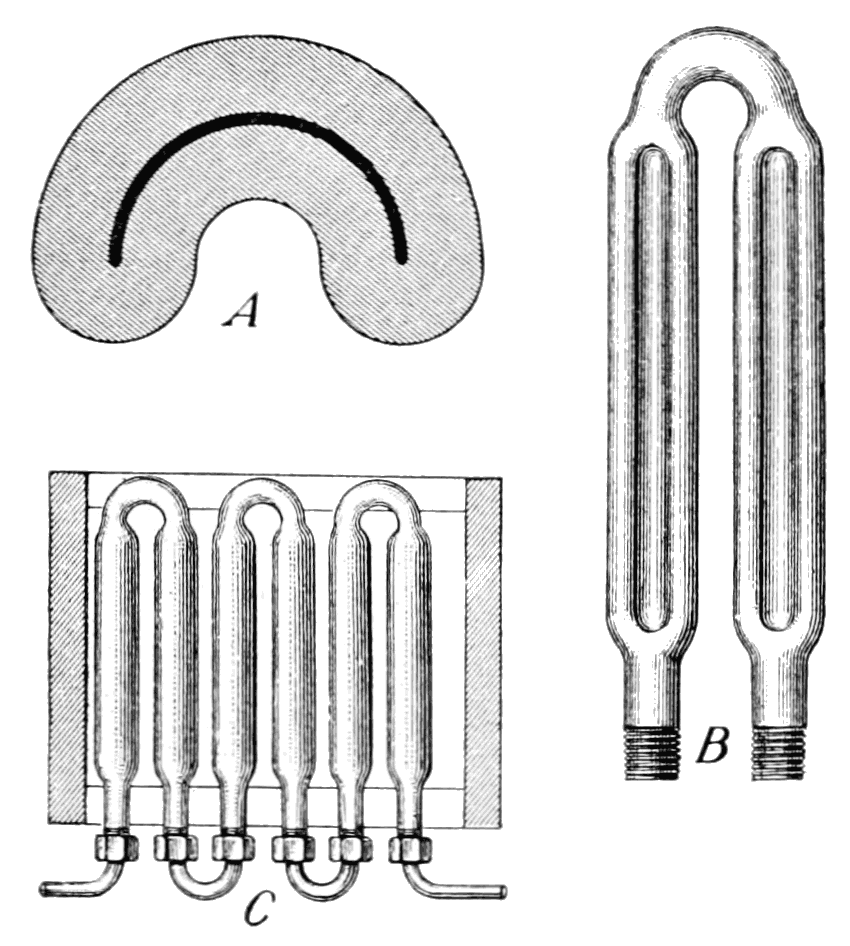
Diagrama de un generador de vapor instantáneo Serpollet. Nótese el grosor del tubo, lo que le permite almacenar una gran cantidad de calor

Un generador de vapor instantáneo es un tipo de caldera diseñada para producir vapor de agua en un espacio de tiempo muy corto. Los tubos están muy juntos y el agua se bombea a través de ellos. Difiere de una caldera convencional en que los tubos se alimentan permanentemente con agua. En una caldera instantánea, el tubo se mantiene tan caliente que la alimentación de agua se transfiere rápidamente a vapor sobrecalentado. Este tipo de calderas tuvieron algún uso en los automóviles de finales del siglo XIX y este uso continuó hasta principios del siglo XX.

## Historia
No existe un acuerdo absoluto sobre la definición exacta de una caldera de generación de vapor instantánea. Algunos autores usan el término indistintamente con las calderas de un solo tubo e incluso se usa el término caldera semi instantánea. Sin embargo, el generador de vapor rápido generalmente se atribuye a Léon Serpollet que usó una de estas calderas en el automóvil de vapor Gardner-Serpollet de 1896. La caldera de Serpollet era un tipo de bajo contenido de agua, con tubos de paredes gruesas para proporcionar una reserva de calor. Serpollet patentó un generador de vapor en 1888, patente de EE. UU. 379,421, aunque esta es una versión distinta de la anteriormente descrita.

## Características
Las calderas instantáneas son más livianas y menos voluminosas que las convencionales, y requieren menos tiempo para producir vapor desde un arranque en frío. Por otro lado, son más propensas a sobrecalentarse, porque no hay un gran depósito capaz de regular la temperatura de los tubos si el flujo de agua es inadecuado o queda interrumpido.

## Combustible
Los generadores de vapor instantáneos normalmente se encienden con combustible líquido o gaseoso, porque esto permite una respuesta rápida a los cambios en la demanda de vapor. Sin embargo, también se han realizado experimentos con combustibles sólidos.

## Uso
Históricamente, las calderas instantáneas se utilizaron en algunos automóviles de vapor, donde una rápida elevación del vapor fue una ventaja. Durante la Segunda Guerra Mundial se usaron en los Steam Gun Boats (SBG) de la Royal Navy. El uso moderno se limita en gran medida a reproducciones de barcos de vapor.